# Heterachthes fascinatus
Heterachthes fascinatus är en skalbaggsart som beskrevs av Martins 1971. Heterachthes fascinatus ingår i släktet Heterachthes och familjen långhorningar.
Artens utbredningsområde är Venezuela. Inga underarter finns listade i Catalogue of Life.